# Future Rhythm
Future Rhythm è il quinto album dei Digital Underground.

## Tracce
1. Walk Real Kool
2. Glooty-Us-Maximus
3. Oregano Flow (Gumbo Soup Mix)
4. Fool Get A Clue
5. Rumpty Rump
6. Food Fight
7. Future Rhythm
8. Hokis Pokis (A Classic Case)
9. We Got More
10. Hella Bump
11. Stylin'
12. Midnite Snack
13. Oregano Flow (Hot Sauce Mix)
14. Want It All